# Mirco Hanker
Mirco Hanker (* 2. Februar 1966 in Braunschweig) ist ein deutscher Politiker (AfD). Er zog über den zehnten Platz der Landesliste der AfD Niedersachsen in den 21. Deutschen Bundestag ein.

## Leben
1986 legte Hanker sein Abitur ab. Hiernach folgte von 1986 bis 1987 sein Wehrdienst, an den sich ein Studium der Betriebswirtschaftslehre an den Universitäten Braunschweig und Lüneburg anschloss. Dieses beendete er als Diplom-Kaufmann.
Hanker war 15 Jahre selbstständig im Bereich Internet, Personaldienstleistungen. Er war Makler und Gebietsleiter für Immobilien, Niederlassungsleiter im Bereich Personaldienstleistungen, -vermittlung und -überlassung, Marketingmanager und Dozent in der beruflichen Weiterbildung für Marketing und Vertrieb, sowie Immobiliensachverständiger für ein Bewertungsunternehmen.

### Politik
Hanker ist Fraktionsgeschäftsführer der AfD im Rat der Stadt Braunschweig, in dem er Ratsherr ist. Seit Dezember 2024 ist er Kreisvorsitzender der AfD Braunschweig. Des Weiteren ist er Mitglied im Stadtbezirksrat Mitte in Braunschweig.